# Vitrea pseudotrolli
Vitrea pseudotrolli е вид коремоного от семейство Pristilomatidae. Видът е световно застрашен, със статут Уязвим.

## Разпространение
Разпространен е в Италия и Франция.